# Elecciones provinciales del Neuquén de 1995
Las elecciones generales de la provincia del Neuquén de 1995 tuvieron lugar el 8 de octubre del mencionado año para renovar los cargos de Gobernador y Vicegobernador, y las 35 bancas de la Legislatura Provincial. Los comicios estuvieron desfasados de las elecciones presidenciales a nivel nacional, que tuvieron lugar el 14 de mayo del mismo año. La constitución provincial no permitía la reelección inmediata, por lo que Jorge Sobisch, gobernador incumbente por el dominante Movimiento Popular Neuquino (MPN), no pudo presentarse.
El candidato del MPN fue Felipe Sapag, que ya había ejercido como gobernador cuatro veces (una de ellas como interventor de facto entre 1970 y 1972), y había derrotado al movimiento liderado por Sobisch en la interna partidaria. Con la oposición provincial muy dividida en los tres frentes más importantes a nivel nacional (el Partido Justicialista, la Unión Cívica Radical, y el Frente País Solidario), el MPN obtuvo una victoria aplastante con el 61.16% de los votos, siendo el mayor porcentaje obtenido jamás por un candidato a gobernador de Neuquén desde la provincialización del territorio en 1958, y la mayor diferencia entre el primer y segundo candidato más votado (46.77 puntos de diferencia). El MPN obtuvo además 22 de las 35 bancas en la Legislatura Provincial, a una banca de obtener mayoría calificada de dos tercios.
Sapag asumió el cargo del que sería su cuarto y último mandato constitucional como gobernador el 10 de diciembre.

## Resultados

### Gobernador y Vicegobernador
|  | 61.16 % |

|  | 14.39 % |

|  | 1.76 % |

|  | 16.15 % |

|  | 10.49 % |

|  | 10.08 % |

|  | 0.50 % |

|  | 0.46 % |

|  | 0.44 % |

|  | 0.37 % |

|  | 0.36 % |

|  | 88.71 % |

|  | 10.20 % |

|  | 1.09 % |

|  | 100.00 % |

|  | 83.70 % |

### Legislatura Provincial
|  | 60.26 % |

|  | 14.48 % |

|  | 11.13 % |

|  | 10.14 % |

|  | 1.71 % |

|  | 0.59 % |

|  | 0.49 % |

|  | 0.46 % |

|  | 0.39 % |

|  | 0.37 % |

|  | 85.36 % |

|  | 13.63 % |

|  | 1.02 % |

|  | 100.00 % |

|  | 83.70 % |